# Touch (Album)
Touch ist das dritte Studioalbum des britischen New-Wave-Duos Eurythmics. Es erreichte als erstes Album der Band Platz 1 der britischen Albumcharts. Das Musikmagazin Rolling Stone führt es auf Platz 492 seiner Liste der 500 besten Alben aller Zeiten.

## Wissenswertes
Mit Who’s That Girl? und Here Comes the Rain Again hatte das Duo bereits zwei der Stücke des Albums geschrieben, die als Singles vorab veröffentlicht worden waren. Für das Songwriting der restlichen sieben Stücke, für die Aufnahmen und den Mix benötigten Lennox und Stewart lediglich drei Wochen in ihrem eigenen Studio The Church in London. Zu den Studiomusikern gehörten neben Songwriter Michael Kamen die Musiker Vic Martin, Dean Garcia, Pete Phipps sowie der Hornist Dick Cuthell. Mit all diesen Musikern hatten die Eurythmics bereits im Studio gearbeitet und ein Großteil von ihnen gehörte zur Begleitband. Stewart und Lennox arbeiteten bei den Aufnahmen parallel. Während Stewart mit der Aufnahme der Rhythmus- und Bassspuren begann, nahm Lennox bereits den Gesang auf. Ziel der Band war es, kein zweites „Sweet Dreams“ einzuspielen:

“One of the things I want to do on the next album is to make music that is so incredibly sweet, really touching.”

„Das, was ich auf dem nächsten Album machen will, ist Musik, die unglaublich süß ist und wirklich berührt.“

Für das Artwork wurden Fotos von Peter Ashworth verwendet, die er für ein Interview mit dem Magazin The Face gemacht hatte, und die Annie Lennox’ außergewöhnliches Hairstyling sowie ihre Experimentierfreude ausdrückten. Das Coverfoto zeigt Lennox mit schwarzer Maske und orange gefärbten Haaren, Blickfang sind ihre nackten Arme mit angespannten Muskeln, als ob sie sich auf einen Kampf vorbereitet. Dieses als androgyn beschriebene Image soll bewusst das traditionelle Schönheitsideal dieser Zeit karikieren.
Am 6. November 1983 erschien „Touch“. Es war das erste Pop-Album, das in den USA zeitgleich als LP und CD veröffentlicht wurde. Bereits vor dem offiziellen Veröffentlichungstermin begann am 31. Oktober 1983 die Tournee zum Album, die nahezu ein Jahr dauerte und die Band über Neuseeland, Nordamerika, Europa bis nach Japan führte. In Anlehnung an eine britische Sitcom wurde die Tour „Only Fools and Horses“ genannt.

## Titelliste
1. Here Comes the Rain Again (4:54)
2. Regrets (4:43)
3. Right by Your Side (4:05)
4. Cool Blue (4:48)
5. Who’s That Girl? (4:46)
6. The First Cut (4:44)
7. Aqua (4:36)
8. No Fear, No Hate, No Pain (No Broken Hearts) (5:24)
9. Paint a Rumour (7:30)

## Kritiken und Erfolge
Jose F. Promis von Allmusic hält das Album für eines der besten der New-Wave-Bewegung, der Band gelinge es, kalte Synthesizerklänge mit warmem Gesang zu kombinieren. Das Rolling Stone lobt das Album als direkt, ohne einfältig zu sein und als avantgardistisch und trotzdem eingängig.

## Kommerzieller Erfolg

### Chartplatzierungen
| ChartsChartplatzierungen       | Höchstplatzierung | Wochen |
| ------------------------------ | ----------------- | ------ |
| Deutschland (GfK)              | 9 (20 Wo.)        | 20     |
| Schweiz (IFPI)                 | 14 (9 Wo.)        | 9      |
| Vereinigte Staaten (Billboard) | 7 (43 Wo.)        | 43     |
| Vereinigtes Königreich (OCC)   | 1 (48 Wo.)        | 48     |

| ChartsJahrescharts (1984) | Platzierung |
| ------------------------- | ----------- |
| Deutschland (GfK)         | 66          |

### Auszeichnungen für Musikverkäufe
| Land/Region                  | Auszeichnungen für Musikverkäufe (Land/Region, Auszeichnung, Verkäufe) | Verkäufe  |
| ---------------------------- | ---------------------------------------------------------------------- | --------- |
| Deutschland (BVMI)           | Gold                                                                   | 250.000   |
| Kanada (MC)                  | 2× Platin                                                              | 200.000   |
| Neuseeland (RMNZ)            | Platin                                                                 | 20.000    |
| Niederlande (NVPI)           | Gold                                                                   | 50.000    |
| Vereinigte Staaten (RIAA)    | Platin                                                                 | 1.000.000 |
| Vereinigtes Königreich (BPI) | Platin                                                                 | 300.000   |
| Insgesamt                    | 2× Gold · 5× Platin ·                                                  | 1.820.000 |

Hauptartikel: Eurythmics/Auszeichnungen für Musikverkäufe